# Christian Zell

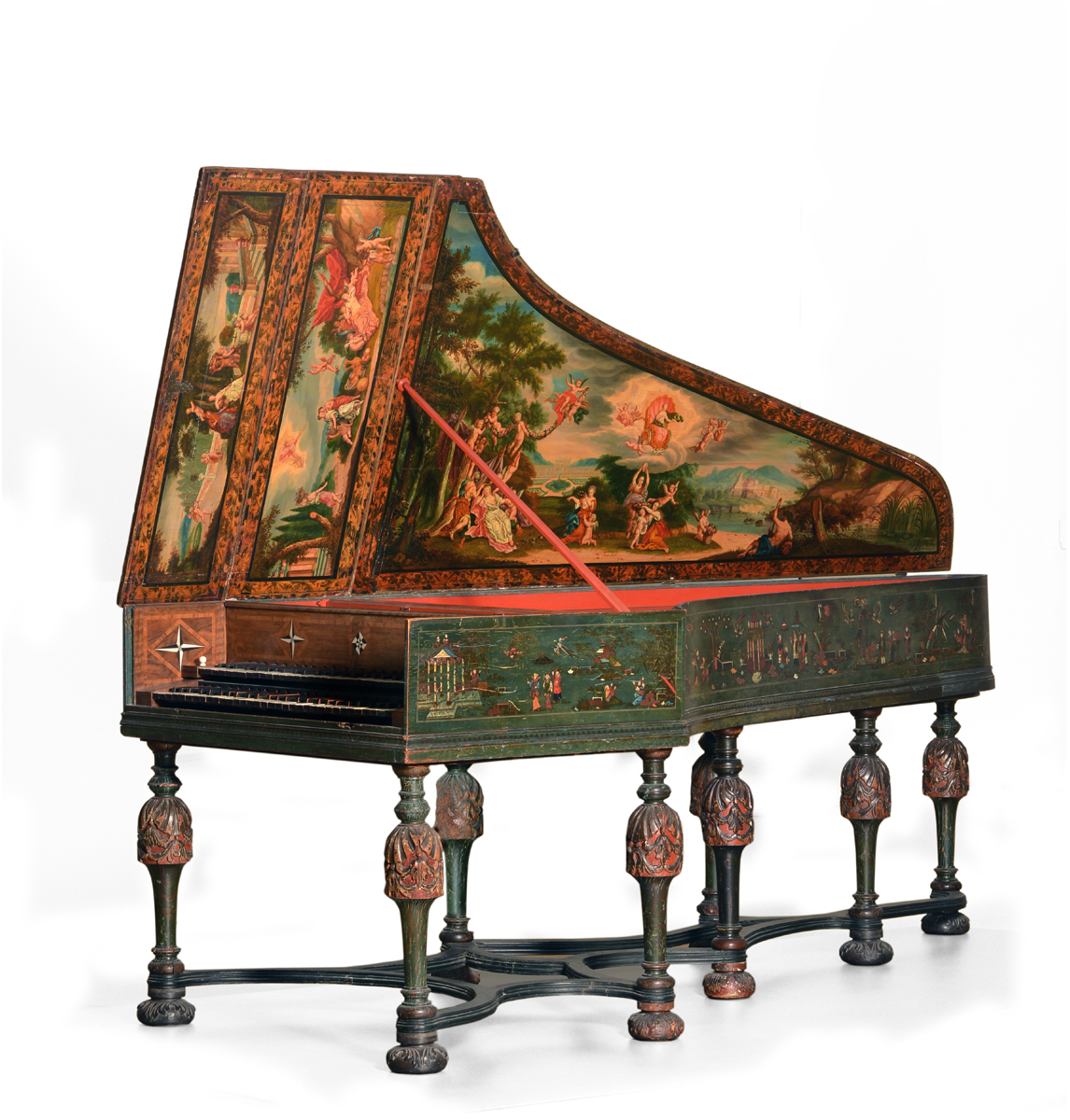
Cembalo von 1728 (Hamburg)

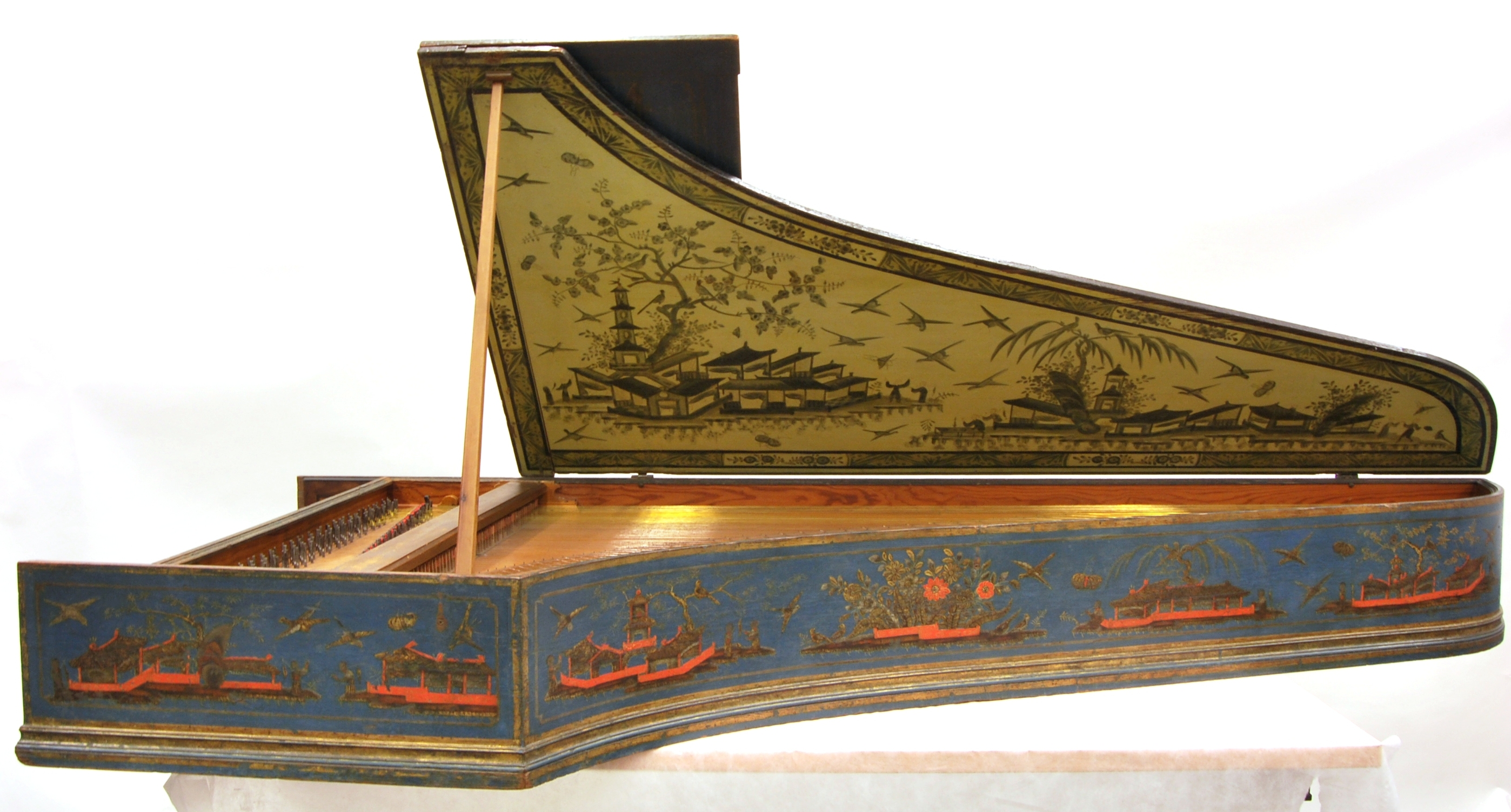
Cembalo von 1737 (Barcelona)

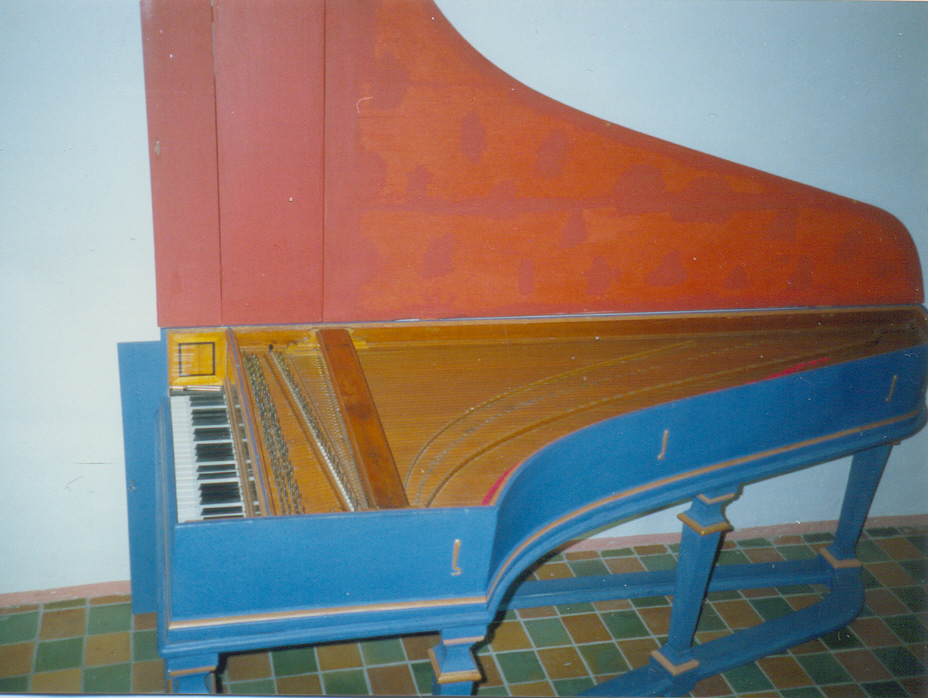
Cembalo von 1741 (Weener)

Christian Zell (auch Zelle; * um 1683 in Hamburg; † 13. April 1763 ebenda) war ein deutscher Cembalobauer.

## Leben
Zell war vermutlich Schüler des Cembalobauers Michael Mietke. Erstmals wird er im Jahr 1722 in Hamburg erwähnt, wo er am 14. August das Bürgerrecht erwarb und sein ganzes Leben verbringen sollte. Am 1. September 1722 heiratete er Florentina, die Witwe des Instrumentenbauers Carl Conrad Fleischer, und übernahm dessen Werkstatt in der Nähe der Oper am Gänsemarkt. Zusammen hatten sie drei Kinder, die alle Paten aus Hamburger Musikerfamilien hatten. Angesehen starb Christian Zell im 80. Lebensjahr in Hamburg. Ein Eintrag im Sterberegister der Hamburger Jacobikirche besagt, dass er neunundsiebzigeinhalb Jahre alt war, als er starb. Zells genaues Geburtsdatum ist unbekannt; das Geburtsjahr wird aus der Altersangabe abgeleitet.

## Werk
Von Christian Zells Cembali sind drei Instrumente erhalten: Ein zweimanualiges Cembalo aus dem Jahr 1728 befindet sich im Museum für Kunst und Gewerbe Hamburg. Es verfügt über einen Tastaturumfang von F1–d3 und drei Register (8′, 8′, 4′) mit Lautenzug und ist bis auf die Springer und Saiten vollständig erhalten. Durch dieses prächtige Instrument ist Zell weltberühmt geworden. Die Untertasten sind mit Elfenbein und die Obertasten mit Schildpatt belegt. Das Hamburger Museum erwarb das Cembalo im Jahr 1962 und ließ es 1972 von Martin Skowroneck restaurieren. Gegenüber dem ursprünglichen Zustand wurden etwas dünnere Saiten gewählt und einen Halbton tiefer gestimmt, um das alte Gehäuse nicht zu gefährden. Charakteristisch ist der lang anhaltende Ton und eine farbige Klangcharakteristik, die in den verschiedenen Lagen unterschiedlich ist. Das Cembalo ist häufig für Einspielungen barocker Cembalomusik verwendet worden und dient bis heute vielen Cembalobauern als Vorbild. Auf einem Nachbau dieses Instruments spielte Tori Amos in ihren Alben Boys for Pele und Dew Drop Inn Tour.
Ein Instrument von 1737 mit einem Manual (C–d3; 8′, 8′, 4′, Lautenzug) befindet sich seit 1943 im Museu de la música in Barcelona. 1934 reparierte der Restaurator Francisco Soler das Cembalo, in den 1980er Jahren wurde es von Joan Martí restauriert. Das Gehäuse ist aus Kiefern- und Ahornholz gefertigt. Die Untertasten sind mit Buchsbaum, die Obertasten mit Ebenholz furniert.
Ein drittes Zell-Cembalo mit originalem Gestell gehört der Ostfriesischen Landschaft und ist im Organeum in Weener zu besichtigen. Dieses Instrument (C–d3; 8′, 8′, 4′, Lautenzug) gilt als eines der am besten erhaltenen Cembali des Hochbarocks. Das einmanualige Instrument wurde 1741 für den letzten ostfriesischen Fürsten Carl Edzard gebaut. Nachdem dieser 1744 gestorben war, blieb das Werk für 220 Jahre in unverändertem Zustand in Aurich. Schon bald wurde das Cembalo außen blau und innen rot lackiert, wie einer Auricher Verkaufsannonce aus dem Jahr 1749 zu entnehmen ist, die die heutige farbliche Fassung beschreibt: „blau lackieret, auch an den Leisten, Hängen und Haken fein verguldet, inwendig aber rot lackieret.“ Eine nur noch silhouettenhaft erkennbare farbliche Fassung mit einer Winterlandschaft und Schlittschuhläufern ist vermutlich original, ließ sich nach Expertenmeinung aber nicht mehr rekonstruieren. 1964–1965 erfolgte eine sorgfältige Restaurierung durch Klaus Ahrend. Der Resonanzboden konnte im ursprünglichen Zustand bleiben und wurde noch nie herausgenommen. Auch die Springer, Springerleisten, Stimmwirbel, Tasten und Registermechanik sind original. Die Springer des 4-Fuß-Registers sind zwischen beiden 8-Fuß-Registern angebracht. Ungewöhnlich ist, dass der Resonanzboden bei diesem Instrument lackiert ist. Es wird spekuliert, dass Zell dabei vielleicht das raue Klima Ostfrieslands im Blick hatte. Das Instrument zeichnet sich durch einen intensiven Klang mit außergewöhnlich langer Resonanz aus. Das große handwerkliche Geschick zeigt sich an der doppelt gebogenen Seitenwand mit ihren durch kleine Keile fixierten Schwalbenschwanzverbindungen und an einer neu entwickelten Tastenführung mit trichterförmigen Bohrungen, die ein Verschieben der Taste gegenüber dem Springer verhindert.
Zells Werke sind für ihren Klang und ihre reiche Dekoration mit lackierten Chinoiserien im Hamburger Stil bekannt. Der charakteristische „blühende“ Klang ist in den Bässen dunkel und kraftvoll, im Diskant brillant und kurz, in der Mittellage farbig und etwas weniger kräftig.